# ヨセフ・シダー
ヨセフ・シダー (ヘブライ語: יוסף סידר、英語: Joseph Cedar、1968年8月31日 - ) は、イスラエルの映画監督、脚本家。
ベルリン国際映画祭で監督賞を、カンヌ国際映画祭で脚本賞を受賞している。

## 略歴
1968年ニューヨークで生まれ、6歳の時にエルサレム近郊の都市ベイト・ヴェガンに移住する。ヘブライ大学で哲学と歴史を学んだあと、ニューヨーク大学で映画を学ぶ。
イスラエルに戻って制作した最初の長編映画『Time of Favor』（2000年）で、イスラエルの映画賞オフィール賞の作品賞を含む6つの賞を受賞した。2作目の『Campfire』（2004年）でもオフィール賞作品賞、監督賞、脚本賞を受賞した。
3作目の『ボーフォート レバノンからの撤退』（2007年）はベルリン国際映画祭に出品され、銀熊賞 (監督賞)を受賞した。アカデミー外国語映画賞にもイスラエル映画として23年ぶりにノミネートされた。イスラエル軍従軍中にレバノンとの国境地帯で活動した時の自身の体験を基に制作された。
4作目の『フットノート』（2011年）はカンヌ国際映画祭 脚本賞を受賞し、アカデミー外国語映画賞に2作続けてノミネートされた。オフィール賞作品賞も3度目の受賞を果たし、イスラエルを代表する監督として認知されている。
イスラエルの微妙な社会問題を扱う作品が多い。正統派ユダヤ人に分類される。

## 作品
- Time of Favor (2000) 監督・脚本
- Campfire (2004) 監督・脚本
- ボーフォート レバノンからの撤退 Beaufort (2007) 監督・脚本
- フットノート Footnote (2011) 監督・脚本・製作
- 嘘はフィクサーのはじまり Norman: The Moderate Rise and Tragic Fall of a New York Fixer (2016) 監督・脚本
- コンステレーション Constellation (2024) テレビドラマ監督